# Freshta Karim
Freshta Karim, née le 5 avril 1992 à Kaboul, est une militante afghane des droits de l'enfant et présentatrice de télévision. Elle est la fondatrice et directrice de Charmaghz, une organisation non gouvernementale basée à Kaboul qui se consacre à la promotion de l'éducation des enfants en Afghanistan.

## Biographie
Freshta Karim naît à Kaboul le 5 avril 1992, environ trois semaines avant le début de la guerre civile. Elle passe sa jeunesse au Pakistan en tant que réfugiée avant de retourner à Kaboul. À l'âge de 12 ans, elle contacte une chaîne de télévision locale et est engagée comme présentatrice pour une émission destinée aux enfants. Durant son adolescence, elle travaillé pour diverses chaînes de radio et de télévision locales.
Elle étudie les sciences politiques à l'université du Panjab, puis obtient une maîtrise en "politiques publiques" à l'université d'Oxford (Somerville College).
Après avoir terminé ses études en 2016, Freshta Karim retourne en Afghanistan et fonde Charmaghz, une organisation non gouvernementale basée à Kaboul qui se consacre à la promotion de l'éducation, de l'alphabétisation et de la pensée critique chez les enfants, dans un pays traumatisé par des décennies de guerre. L'organisation transforme des bus publics désaffectés en bibliothèques mobiles, où les enfants apprennent à lire et à écrire, participent à des activités artistiques et écoutent des histoires.
Après la chute de Kaboul en août 2021, Freshta Karim demande l'asile au Royaume-Uni, où elle réside actuellement. Le 17 novembre 2021, elle prononce un discours au Conseil de sécurité de l'ONU où elle déclare : "Nous devons faire l'effort de voir l'humain chez les autres, d'entendre leurs souffrances et leurs histoires… Aujourd'hui, je commence ce voyage en déclarant que personne n'est un ennemi".
Jusqu'en 2023, Freshta Karim occupe le poste de conseillère principale du Fonds Malala. En 2023, elle est élue membre du conseil d'administration de BBC Media Action (en).

## Récompenses
En 2019, Freshta Karim reçoit le Max-Herrmann-Preis (de) et est présente dans la liste Forbes 30 Under 30. En 2021, elle figure dans la liste BBC 100 Women et est l'une des finalistes du prix Sakharov du Parlement européen (accordé cette année-là à Alexeï Navalny), aux côtés de dix autres femmes afghanes.